# Paříž–Roubaix 2023
120. ročník jednodenního cyklistického závodu Paříž–Roubaix se konal 9. dubna 2023 ve Francii. Vítězem se stal Nizozemec Mathieu van der Poel z týmu Alpecin–Elegant. Na druhém a třetím místě se umístili Belgičané Jasper Philipsen (Alpecin–Elegant) a Wout van Aert (Team Jumbo–Visma). Závod byl součástí UCI World Tour 2023 na úrovni 1.UWT a byl šestnáctým závodem tohoto seriálu.

## Týmy
Závodu se zúčastnilo všech 18 UCI WorldTeamů a 7 UCI ProTeamů. Týmy Israel–Premier Tech, Lotto–Dstny a Team TotalEnergies dostaly automatické pozvánky jako 3 nejlepší UCI ProTeamy sezóny 2022, další 4 UCI ProTeamy (Bingoal WB, Q36.5 Pro Cycling Team, Team Flanders–Baloise a Uno-X Pro Cycling Team) pak byly vybrány organizátory závodu, Amaury Sport Organisation. Všechny týmy přijely se sedmi jezdci, celkem se tak na start postavilo 175 závodníků. Do cíle v Roubaix dojelo 135 z nich, další 3 závodníci dojeli mimo časový limit.
UCI WorldTeamy
- AG2R Citroën Team
- Alpecin–Elegant[a 1]
- Arkéa–Samsic
- Astana Qazaqstan Team
- Bora–Hansgrohe
- Cofidis
- EF Education–EasyPost
- Groupama–FDJ
- Ineos Grenadiers
- Intermarché–Circus–Wanty
- Movistar Team
- Soudal–Quick-Step
- Team Bahrain Victorious
- Team DSM
- Team Jayco–AlUla
- Team Jumbo–Visma
- Trek–Segafredo
- UAE Team Emirates

UCI ProTeamy
- Bingoal WB
- Israel–Premier Tech
- Lotto–Dstny
- Q36.5 Pro Cycling Team
- Team Flanders–Baloise
- Team TotalEnergies
- Uno-X Pro Cycling Team

## Výsledky
| Pořadí | Jezdec                     | Tým                      | Čas        |
| ------ | -------------------------- | ------------------------ | ---------- |
| 1      | Mathieu van der Poel (NED) | Alpecin–Elegant          | 5h 28' 41" |
| 2      | Jasper Philipsen (BEL)     | Alpecin–Elegant          | + 46"      |
| 3      | Wout van Aert (BEL)        | Team Jumbo–Visma         | + 46"      |
| 4      | Mads Pedersen (DEN)        | Trek–Segafredo           | + 50"      |
| 5      | Stefan Küng (SUI)          | Groupama–FDJ             | + 50"      |
| 6      | Filippo Ganna (ITA)        | Ineos Grenadiers         | + 50"      |
| 7      | John Degenkolb (GER)       | Team DSM                 | + 2' 35"   |
| 8      | Max Walscheid (GER)        | Cofidis                  | + 3' 31"   |
| 9      | Laurenz Rex (BEL)          | Intermarché–Circus–Wanty | + 3' 35"   |
| 10     | Christophe Laporte (FRA)   | Team Jumbo–Visma         | + 4' 11"   |